# Belém do Piauí
Belém do Piauí là một đô thị thuộc bang Piauí, Brasil. Đô thị này có diện tích 220,933 km², dân số năm 2007 là 2830 người, mật độ 12,81 người/km².